# Билалов, Мустафа Исаевич
Била́лов Мустафа́ Иса́евич (род. 4 сентября 1948, с. Бабаюрт, Бабаюртовский район, Дагестанская АССР, СССР) — советский и российский философ. Доктор философских наук, профессор. Один из авторов энциклопедии «Глобалистика» и «Глобалистика. Международный междисциплинарный энциклопедический словарь», основатель и заведующий кафедрой онтологии и теории познания на факультете психологии и философии Дагестанского Государственного Университета.

## Биография
Билалов Мустафа Исаевич родился 4 сентября 1948 г. в селе Бабаюрт Бабаюртовского района ДАССР. Родители Билалов Иса Умарович (1927—1977) и Билалова Мадина Гаджиахмедовна (1925—2015). Кумык по национальности. С медалью окончил СШ № 1.
Окончил математический факультет Дагестанского государственного университета.
В 1971—1973 годах служил в Советской Армии командиром взвода, капитан запаса.
В 1973—1975 годах работал в СШ № 34 г. Махачкалы учителем математики.
В 1978 году окончил аспирантуру кафедры философии Московского государственного педагогического института, в 1979 году там же по научным руководством доктора философских наук, профессора Л. Е. Серебрякова защитил диссертацию на соискание учёной степени кандидата философских наук по теме «Проблема определения категории „истина“». Своим научным наставником М. И. Билалов считает также известного философа, заслуженного деятеля науки РСФСР В. С. Готта, который возглавлял более двух десятков лет кафедру философии и МГПИ (затем МПГУ) и редакцию журнала «Философские науки».
В 1989—1991 годах учился в докторантуре в Московском педагогического государственного университета (МПГУ), где в 1991 году защитил диссертацию на соискание учёной степени доктора философских наук по теме «Многообразие форм существования истины в совокупном познании» (специальность 09.00.01 — диалектический и исторический материализм). Научный консультант — доктор философских наук, профессор Л. А. Микешина. Официальные оппоненты — доктора философских наук, профессора В. И. Метлов, А. И. Панченко и И. Б. Новик.
С 1 января 1978 года — старший лаборант научно-исследовательской лаборатории, преподаватель, старший преподаватель, доцент кафедры философии ДГУ. В 1985—1989 годах — декан по работе с иностранными студентами ДГУ. В 1991—1993 годах — проректор по воспитательной работе ДГУ, в 1993—2000 годах — проректор-директор Межотраслевого регионального центра переподготовки специалистов, с 2000 по 2002 год — проректор по научной работе ДГУ. С 1992 года — профессор, а с 1997 года — заведующий кафедрой философии ДУГ. С 2005 по 2011 год — заведующий отделением философии, с 2009 года  — заведующий кафедрой онтологии и теории познания ДГУ по настоящее время, а с 2011 года — директор Научно-исследовательского института практической философии и методологии социальных инноваций при ДГУ.

## Научная и образовательная деятельность
Благодаря своим организаторским способностям М. И. Билалов внес весомый вклад в воспитание и подготовку молодых специалистов. С 1997 - по 2007 гг. - председатель диссертационного совета по защите кандидатских диссертаций по философским наукам, который подготовил около 50 кандидатов философских наук.
Под научным руководством М. Билалова стали кандидатами наук 18 аспирантов, ныне 7 аспирантов, соискателей и докторантов продолжают новаторские для региона исследования познавательной культуры и гносеологии суфизма. Член диссертационного совета по защите докторских диссертаций по философским наукам при Астраханском гос. университете.  
По инициативе М.И. Билалова открыты и функционируют в ДГУ Межвузовский центр педагогических технологий гуманитарного образования, факультет повышения квалификации преподавателей вузов, специальный факультет по переподготовке кадров. Благодаря усилиям М. И. Билалова в 2005 году в ДГУ открыто новое направление – специальность «Философия» и успешно работает первое в республиках Северного Кавказа отделение философии, где сегодня обучается около 100 студентов.

## Научная деятельность
Научное творчество М.Билалова обладает внутренней цельностью, хотя распадается на несколько основных направлений. Их стержень - проблемы теории истины, которым посвящены кандидатская и докторская диссертации. В них и в ряде последующих работ  М.Билалов отстаивает внезнаниевое бытие истины, расширяя её эмпирическое поле за счет бессознательного и неосознанного; им выдвинуты гипотезы о невербальной, довербальной и т.п. формах истины, о бифункциональности её критерия, что уточняет соотношения истины, знания, убеждения, веры и др. познавательных форм. Предлагает концептуальную схему познания, согласно которой истина представляется как эвентуальное знание, а знание – как обретение истины. Для выявления гносеологического потенциала религиозного, этнического, обыденного и т.п. сознания вводит в научный оборот понятие «познавательная культура». Данное понятие впервые в науке нашло понятийное оформление в авторстве М. Билалова в двух выпусках энциклопедии по глобалистике. Оригинальным и достаточно практически эффективным для анализа современной духовной жизни является методологически значимые выводы ученого о теоретико-познавательном содержании суфизма как традиционного для северокавказских народов направления ислама.
   М. Билалов разрабатывает также вопросы философии образования, проблему эффективизации методологической функции гносеологии в педагогике, обосновывая идею соответствия дидактических принципов логике открытия и обоснования истины. Научной новизной  обладают его подходы к осмыслению процессов формирования единого образовательного пространства, роли в них западных и восточных культурных и педагогических традиций и как итог этих теоретических размышлений – статья о едином образовательном пространстве в последнем выпуске энциклопедии по глобалистике, вышедшем на русском и английском языках (в России и Нью-Йорке).
    Для осмысления проблем формирования гражданского общества М.Билалов предлагает идею о его региональных моделях и базовых ценностях в условиях глобализации. В ряде статей и монографий он показывает неперспективность классического варианта гражданского общества, принципов западной либеральной демократии для России и Северного Кавказа, обосновывает приемлемость для них ряда тенденций глобализации и формирующегося глобального гражданского общества, что нашло поддержку в научном сообществе.
Участник и организатор ряда региональных, всесоюзных, российских и международных научных конференций, а также участник  российских и всемирных философских конгрессов. Организатор 8 Всероссийских и региональных конференций на базе ДГУ, член оргкомитетов ряда конференций,  II, III, IY, Y, VI, VII    Российских философских конгрессов. На VII  Российском философском конгрессе в г. Уфе в 2015 году М.Билалов выступил с пленарным докладом «Философия истины в коммуникативном пространстве познавательных культур». Второй конгресс подряд руководит секцией «Теория познания» и круглым столом.  Научный руководитель государственной целевой программы формирования и развития гражданского общества в РД на 2013 - 2017 годы. Член редколлегий нескольких научных сборников и периодических журналов, в том числе «Каспийский регион: политика, экономика, культура» (Астрахань), «Вестник Российского философского общества» (Москва), «Философское образование» (Москва), «Гуманитарий Юга России» (Ростов-на-Дону), «Гуманитарные и социально-экономические науки» (Ростов-на-Дону), «KANT» (Ставрополь), «Вестник ДГУ» , «Caucasian Science Bridge» (ЮФУ); «Philosophy and life» (Ташкент); "Minbar. IslamicStudies"и др.  
Руководитель и создатель научной школы «Место познавательной культуры в духовной жизни общества»(1992 г.). Соответствующий научный коллектив  под руководством М.Билалова выполнил 4 научно-исследовательских проекта в форме грантов – проект «Этноконфессиональные факторы социально-экономического возрождения Дагестана» и проект «Научно-методическое обеспечение непрерывного гуманитарного образования в условиях Северо-Кавказского региона» Программы Минобразования РФ «Государственная поддержка региональной научно-технической политики высшей школы и развитие ее научного потенциала», проект «Толерантность как феномен массового сознания» Федеральной целевой программы «Формирование установок толерантного сознания и профилактика экстремизма в российском обществе», проект РГНФ  «Влияние суфизма на познавательную культуру северо-кавказских этносов» и др. В рамках научной школы  за последние 5 лет защищено 14 кандидатских и 5 докторских диссертаций.
  Редактор 12 научных сборников, автор 25 монографий и учебников, более 415 научных статей и методических пособий по вопросам теории познания, философии образования и философии культуры.

## Общественная и политическая деятельность
С 1997 года председатель Дагестанского отделения Российского философского общества, член Президиума РФО. Член Регионального штаба Общероссийского народного фронта, председатель комиссии Общественной палаты РД трех созывов, член Совета доверенных лиц Главы Республики Дагестан, член Координационного центра при Президенте РД по проблемам формирования гражданского общества, член Совета по науке Министерства образования и науки РД, председатель Общественного совета и член коллегии Министерства печати и информации РД. Участник  форумов Общероссийского народного фронта с участием Президента РФ (14-15 октябрь2014 / Пенза, 24-25 января 2015/Ставрополь).
Билалов М. организуемые ими под его руководством диспуты и Дни Всемирной философии всегда имеют республиканский резонанс. Более 15  лет под патронажем профессора М. Билалова работает уже получивший популярность республиканский интеллектуально-философский молодёжный клуб «Эпохе».
  М. Билалов-известный публицист. Более 120 статей в республиканских и центральных журналах и газетах посвящены проблемам  философии и её роли в обществе, глобализации, гражданского общества. Запомнились дагестанскому и российскому читателю статьи «Как искать «золотой стандарт»» - «Новое дело»13 февраля 1998, «Все мы немного эндемики» - «Поиск» 20 июля 2001, «Интеллигенция: баловень судьбы или мученик мысли?»- «Даг.правда» 16 января 2002, «Философия лицом к глобальным проблемам»-«Даг.правда» 16 октября 2003, «Постмодернистская доктрина глобализирующегося мира» и «Прежний курс на фоне цивилизационных перемен?» -«Даг.правда» 10 и 17 июля 2004, «Философия и будущее цивилизации»-«Даг.правда» 23 июня 2005, «Мы не готовы»- «Экономическая и философская газета», №52, декабрь,2005, «Поход в греки»-«Поиск»,14 апреля 2006, «Мелочи крупным планом» - «Поиск», 16 января 2009,  Почему исчезли аристократы духа- Даг. правда, 18 марта 2011, Гражданское общество как составляющая национальной идеи- Даг. правда, 11 февраля 2012, Эволюция дагестанского духа- Даг. правда, 23 ноября 2012, Иначе - распад. Философы в поиске диалога мировоззрений- Еженедельная газета научного сообщества «ПОИСК», № 48, 2015 . «Дагестанский многонациональный народ» или «дагестанский народ»- Дагестанский ракурс, № 8, апрель 2016; Диалог мировоззрений и идеологий - Дагестанская правда,№1, 10 января, 2017 г.; Трагедия дагестанских немцев в биографии Катарины Трайбер - «Елдаш» «Времена»  07.04.2017 г.; Закон о языках: не все так гладко- Дагестанская правда, 26 апреля, 2018;  Тюркский вклад в исламскую философию- «Елдаш» «Времена»  31.01.2020 г.; Мой первый ректор- Дагестанская правда, 17 июля, 2020; Бескорыстен ли патриотизм?- Дагестанская правда, 16 июня, 2021г г.; Новые конфигурации российского патриотизма- Дагестанская правда, 9 ноября, 2022г г.; Риторика перестройки- Дагестанская правда, 6 декабря 2023 г.

## Научные труды

### Монографии
1.	Истина. Знание. Убеждение. (монография)	печ.	Ростов-на-Дону, издательство РГУ, 1990
2.	Проблемы истины в познавательной культуре (монография)	печ.	Махачкала, 1992
3.	Многообразие форм существования истины в совокупном познании	печ.	Автореферат дис. доктора философских наук.М.,1991
4.	Культура постижения истины (монография)	печ.	Махачкала,1993
5.	Дагестанский государственный университет (буклет)	печ.	Составитель. М., 1994
6.	Суфизм и познавательная культура (монография)	печ.	Махачкала, 2003
7.	Гносеологические идеи в структуре религиозного сознания (моногра-фия)	печ	Москва, из-во Academia, 2003.- 128 с.
8.	Обществознание. Под общей редакцией профессора М.И. Абдуллаева. (уч. пособие)	печ.	Санкт-Петербург, 2004.		В соавтор-стве
9.	Цивилизационные метаморфозы познавательной культуры (монография)	Печ.	 Москва, из-во Academia, 2008.- 144 с.
10.	Дагестан в культуре и цивилизации  (Монография)	Печ.	ГУ «Даге-станское книжное издательство». Махачкала, 2010.-192 с.
11.	Диалектика культуры и цивилизации (регион России)                    (моно-графия) LAPLAMBERTAcademicPublishingGmbH&Co. KG, Saarbrucken, 2011. -148 с.
12.	Философия в обществознании: учебное пособие для старшеклассников и абитуриентов 	Печ.	 Махачкала: Издательство ДГУ, 2013. – 221 с.
13.	Целостность Дагестана в единстве с Россией (монография)	Печ.	Ма-хачкала: Дагестанское книжное издательство.- 2013.-232 с.		Аджи-ев А.М.
14.	Открытая книга: История в биографиях 		Махачкала: Изд-во "Дельта-пресс", 2013. -372 с.
15.	Культура в условиях глобализации взгляд из России:		 моногра-фия/коллектив авторов; под ред. А.Н. Чумакова. — Москва : КНОРУС, 2017. — 372 с. С.303-320
16.	Постижимость истины: уловимость, объяснимость, выразимость		-Махачкала: ГАУ РД «Дагестанское книжное издательство», 2017.-376  с.
17.	Tadeusz Bodio religie, polityka, elity I bezpieczeństwo. коллективная мо-нография Международное издание		Instytut Nauk Politycznych Wydział Nauk Politycznych I Studiow Międzynarodowych Uniwersytet Warszawski Tadeusz Bodio religie, polityka, elity I bezpieczeństwo.Tom XI. Warszawa 2017.
18.	Ценности гражданского общества: универсальное и региональное (в контексте деятельности философско-интеллектуального клуба «Эпохе»)		Махачкала, 2017. 36 с.
19.	Мысли не на каждый день. Избранные статьи в СМИ о Дагестане- Ма-хачкала; Издательский дом «Дагестан», 2018. – 352 с.
20.	Цивилизационные исследования на Юге России //монография / Г. В. Драч, Т. С. Паниотова, В. Н. Бадмаев и др. ; Южный федеральный уни-верситет ; отв. ред. Г. В. Драч. — Ростов-на-Дону ; Таганрог : Издатель-ство Южного федерального университета, 2018. — 304 с.
21.	Путешествия «СМЫСЛА ЖИЗНИ» по стоянкам философии// моногра-фия, [электронное издание сетевого распространения]/М.И. Билалов.–М.: «КДУ», «Добросвет», 2020. – 157 с. –  URL: https://bookonlime.ru/node/5369 – doi: 10.31453/kdu.ru.978-5-7913-1158-0-2020-157.
22. Билалов М.И.Философия смысла жизни в ценностных установках современников. -Махачкала: ГАУ РД «Дагестанское книжное издательство», 2021.-232 с. ISBN 978-5-297-02169-3
23. Билалов М.И.Философия смысла жизни в ценностных установках современников. 2-е издание- Махачкала: ГАУ РД «Издательский дом «Дагестан», 2021.-232 с.
24. Билалов М.И. Религиозные традиции в поликультурных образовательных пространствах: российские и зарубежные практики - Образование в поликультурном обществе: коллективная монография.-Санкт-Петербург: Изд-во РГПУ им. А.И. Герцена, 2021. – 334 с. С.236-246.

25. Билалов М.И. Мысли не на каждый день. Книга вторая. - Махачкала:Издательский дом «Дагестан», 2023.-304 с.

### Учебники и учебные пособия
- Обществознание. Пособие для школьников и абитуриентов (в соавторстве). М., 2004.
- Обществознание. Под общ. ред. профессора М. И. Абдуллаева» (в соавторстве). Санкт-Петербург, 2004.
- Философия в обществознании» Махачкала, 2013.
- Обществознание: человек и познание, общество и его духовная жизнь. Учебное по-собие с иллюстрациями для педагогов, старшеклассников и абитуриентов — Махачкала: Издательство ДГУ, 2016

### Статьи
на русском языке
Истина. Знание. Убеждение // Ростов-на-Дону, 1990 (мон. 11,18 п.л.);
2. Многообразие форм существования истины и проблема её интерпретации//Философские науки, № 12, 1991, с.93-99; 
Будет ли гносеология методологией дидактики? // Известия высших учебных заведений. Северо-Кавказский регион. Общественные науки, 1998, № 4, с.82-85;
3.Философия суфизма о человеческом познании// Известия высших учебных заведений. Се-веро-Кавказский регион. Общественные науки, 2001, №3, с. 52-57;
4. Истина как эвентуальное знание// Рационализм и культура на пороге третьего тысячелетия. III Российский философский конгресс, т.1. Ростов-на-Дону, 2002, с.107-108;
5. Особенности гносеологических идей философии суфизма// XXI Мировой философский конгресс. Философия лицом к мировым проблемам. Стамбул, 2003. С.32;
6. Гносеологические идеи в структуре религиозного сознания. М., из-во «Академия»,2003 (мон. 9,0 п.л.);
7. Единое образовательное пространство// Глобалистика. Энциклопедия. М., 2003, с. 326-327; Суфизм и познавательная культура. Махачкала, 2003 (мон. 6,3 п.л.);
8. Обществознание. Пособие для школьников и абитуриентов (в соавторстве) М., 2004 (35,5 п.л.);
9. Цивилизационные перспективы России и Дагестана в эпоху глобализации// Социально-экономические, правовые и культурные проблемы региона в эпоху глобализации. Ростов-на-Дону, 2004, с. 261-266;
10. Обществознание. Под общей редакцией профессора М.И.Абдуллаева. (в соавторстве) Санкт-Петербург, 2004 (34,0 п.л.);
11. Критерий истины и критерии заблуждения//Философия и будущее цивилизации. Тезисы докладов и выступлений IV   Российского философского конгресса. Т. 1, М., 2005, с. 65-66;
12. Познавательная культура//Глобалистика. Международный междисциплинарный энцикло-педический словарь. Москва-Санкт-Петербург-Нью-Йорк, 2006. С.691;
13. Цивилизационные метаморфозы познавательной культуры, М., «Академия», 2008 (мон.6,6 п.л.);
14. Детерминанты познавательной культуры//Вестник НГУ. Серия: Философия. Том 7, вы-пуск 3. Новосибирск. 2009. С.28-33;
15. Регионализация как альтернатива негативам  глобализации// Россия: многообразие куль-тур и глобализация. Отв. ред. И. К. Лисеев /Российская  академия наук. Институт филосо-фии. Московское философское общество. М., Изд-во: КАНОН-ПЛЮС, 2010;
16. Дагестан в культуре и цивилизации  (Монография) ГУ «Дагестанское книжное издатель-ство». Махачкала, 2010.-192 с.;
17. Гносеологические идеи в религиозном сознании//Вопросы философии, №8, 2011. С.177-180;
18. Зависимость познавательной культуры от толкования истины//Вестник Московского уни-верситета. Серия 7: Философия. 2011,  №2.С.3-8;
19. Гносеологический анализ исламской культуры Юга России//Гуманитарий Юга России. Научный журнал.№1,2012.С.91-100;
20. Религиозные истоки современной гносеологии//Философия в современном мире: диалог мировоззрений: Материалы VI Российского философского конгресса (Нижний Новгород, 27-30 июня 2012 г.). В  3 томах. Т.II. – Н. Новгород: Изд-во Нижегородского госуниверситета им. Н.И. Лобачевского, 2012. С.83;
21. Критерий истины в радикальном конструктивизме// Навстречу ХХIII Всемирному  философскому конгрессу: философия как исследование и образ жизни: Программа и материалы докладов международной конференции/ Под общ.ред.д-ра филос.наук, проф. Э.А.Тайсиной.- Казань: Казан.гос.энерг.ун-т, 2013, -312 с. С.98;
22. Философия истины на перекрестке познавательных культур// Что есть истина?[Текст]: тезисы докладов Всероссийской научно-практической конференции (г.Махачкала, 6-7 сентября 2013 г.)/ под общ. Ред. Д-ра филос.н., проф. М.И.Билалова.-Махачкала:Издательство ДГУ, 2013.-332с. С.63-90;
23. Метаморфозы дагестанского образования////Гуманитарные науки. Вестник финансового университета. №1, 2014. С. 24-32; 
Гражданское общество как цивилизационная перспектива Дагестана и Северного Кавказа// Общее и особенное в формировании гражданского общества на Северном Кавказе: материалы Всероссийской научно-практической конференции (30 мая 2014 г.) / отв. Ред. доктор филос.н., проф. М.И.Билалов.-Махачкала: Издательство ДГУ.-2014.-180 с. Научное издание. С.16-21;
24. Векторы становления и осмысления российского самосознания (обзор конференции)// Вопросы философии, №11, 2015. С. 204-210;
25. Радикальный конструктивизм в контексте современных субъект-объектных отношений// Научная мысль Кавказа. Северо-Кавказский научный центр высшей школы ЮФУ. №1, 2016. –С.15-20;
26. Х.М.Фаталиев – физик, метафизик и онтолог// Гуманитарные и социально-экономические науки. Ростов-на-Дону, №4,2016.С.156-159;
27. Символическая модель истины в проблеме осмысления ислама//Исламоведение. 2016. Т. 7. № 1 (27). С. 59-66;
28. Проблемы вхождения северокавказских народов в единое образовательное пространство//KANT.-2016.-№3 (20).-67-73
29. Проблемы истины и рациональности в познавательной культуре постмодерна//Научная мысль Кавказа. №3, 2016. С.25-30;
30. Духовные детерминанты устойчивого развития//Юг России: экология, развитие. Том 11, №4, 2016. С.201-208;
31. Традиции и тенденции дагестанского образования//Культура в условиях глобализации взгляд из России: монография /коллектив авторов; под ред. А.Н. Чумакова. — Москва : КНОРУС, 2017. — 372 с. С.303-320;
32. Постижимость истины: уловимость, объяснимость, выразимость-Махачкала: ГАУ РД «Дагестанское книжное издательство», 2017.-376  с. и др.
32. Религиозное познание в культуре постижения истины // Исламоведение. 2017. Т. 8. № 2 (32). С. 19-27;
33. Смена типов мышления в процессе «великого джихада» в исламе// Ислам в современном мире. 2017;13(1). С. 167-182;
34. Глобальное гражданское общество как ориентир России// Век глобализации. 2018. № 2 (26). Издательство «Учитель», Волгоград. С. 126-139;
35. Ценностное единство тюркского и евразийского мира// Журнал философские науки, 2018, №1. М.: Издательский дом «Гуманитарий» С. 118-126;
36. Политические, этические и гносеологические идеологообразующие евразийские ценности народов Юга России //Научная мысль Кавказа.2018.№3. С.15-23;
37. Аксиологические основания евразийской идентичности Юга России в глобальной пер-спективе// Проблемы цивилизационного развития 2019. Т. 1. № 1. С. 49–68;
38. Полилог познавательных культур как методология философии истины//	Логика, Мето-дология, Науковедение: ИнтеллектуальныеПрактики, Стратегии И Паттерны. Материалы Всероссийской научно-практической конференции (Ростов-на-Дону, 16–19 мая 2019 г.) В двух томах.Том 1.Пленарные доклады и РазделЛогика. Ростов-на-Дону – Таган-рог.Издательство Южного федерального университета. 2019. С.49-58;
39. Философия ислама о специфике исламской философии// Исламоведение. 2019. Т. 10, № 3. С. 20-30;
40. М.Ю.КЕЛИГОВ. Философская и религиозная составляющие человеческого духа. М.: Академический проспект, 2019. 195 с.//Вопросы философии.№1.2020. С.206-208;
41.Дилемма Запад–Восток в аксиологических основаниях евразийской цивилизации // Etika, estetika, aksio-logiya: epistemoloji problemlər = Этика, эстетика, аксиология: эпистемологические проблемы: коллективная монография / научный редактор А. Абасов и др.; НАНА, Институт философии и социологии. –  Баку, 2020. – С. 481-503.
42. Духовно-нравственное воспитание в образовательной политике России // Дети в современном мире : сборник статей и материалов Межрегиональной научно-практической конференции (Таганрог, 1 июня 2020 г.) / под редакцией А. О. Жихаревой, М. И. Билалова; Международная гуманитарная академия. – Таганрог, 2020. – С. 5-8.
  43. Иерархия ценностных отношений – от различия до конфликта // Социально-философские проблемы дальнейшего развития межнационального согласия, национальной, религиозной и политической толерантности в Узбекистане : материалы Международной научно-практической конференции (Ташкент, 21 мая 2020 г.) / Ташкентский государственный экономический университет. – Ташкент, 2020. – С.15-19.
  44. Концептуальное значение истины в философии «смысла жизни» // Поиск истины и правда жизни в пространстве современной культуры : сборник научных статей / под редакцией О. Д. Маслобоевой; Санкт-Петербургский государственный экономический университет. – Санкт-Петербург, 2020. – Вып. 6. – С. 123-129.
45. Философско-методологическая культура творчества М. Казем-бека // Вестник Грозненского государственного нефтяного технического университета. Гуманитарные и социально-экономические науки. – 2020. – Т. 16, № 1 (19). – С. 35-47.
 46.      Евразийские стандарты современной образовательной парадигмы // Глобальное партнёрство как условие и гарантия стабильного развития : материалы Международной научно-практической конференции (Ташкент, 23-24 октября 2020 г.) / Национальный университет Узбекистана им. Мирзо Улугбека. – Ташкент, 2021. – С. 4-9.
47.     Истина и правда как смысл жизни // Поиск истины и правда жизни в пространстве современной культуры: сборник научных статей / под редакцией О. Д. Маслобоевой; Санкт-Петербургский государственный экономический университет. – Санкт-Петербург, 2021. – Вып. 7. – С. 91-98.
  48.      ИФ РАН и философское сообщество Дагестана // Вестник Российского философского общества. – 2021. – № 1-2 (95–96). – С. 234-241.
   49.     Как понимать единство ислама с наукой и философией //  Духовное наследие мусульманских богословов в контексте проблем XXI века : материалы II Международной научно-образовательной конференции (Махачкала, 24–28 ноября 2021 г.) / ответственный редактор М. С. Беркиханов; составитель Д. М. Маламагомедов. – Махачкала, 2021. – С. 73-80.
  50.     Концептуальные векторы смысла жизни в воспитании нового поколения // Дети в современном мире : сборник статей и материалов Международной научно-практической конференции МГА (Таганрог, 1 июня 2021 г.) / под редакцией Н. И. Зверевой. – Ростов-на-Дону, 2021. – С. 5-10.
51.     Методологии прогнозирования будущего национальных республик Северного Кавказа // Вестник Грозненского государственного нефтяного технического университета. Гуманитарные и социально–экономические науки. – 2021. – Т.17, № 1 (23). – С. 47-53.
 52.    Религиозные традиции в поликультурных образовательных пространствах: российские и зарубежные практики // Образование в поликультурном обществе: коллективная монография / научный редактор Е.В. Пискунова; составитель Н. А. Беркович; Российский государственный педагогический университет им. А. И. Герцена. – Санкт-Петербург, 2021. – С. 236-246.
  53.    Роль интеллигенции в современной национальной политике России // Республиканские общественно-политические Гусаевские чтения : сборник материалов конференции (Махачкала, 23 сентября 2021 г.) / Министерство по национальной политике и делам религий РД. – Махачкала, 2021. – С. 58-74.
54.     Смысл жизни в философии экзистенциализма: реперные точки // Вестник Российского философского общества. – 2021. – № 1-2 (95-96). – С. 136-147.
55.   Современна ли современная философия? (Продолжаем полемику) // Научная мысль Кавказа. – 2021. – № 3. – С. 58-64.
  56.  Статус субъекта в познавательной культуре эпохи информационных технологий // Вестник Дагестанского государственного университета. Серия 3. Общественные науки. – 2021. – Т.36, Вып. 4. – С. 107-112.
    12.     Стоянки философского освоения «смысла жизни» // Научная мысль Кавказа. – 2021. – № 1. – С. 12-18.
    13.     Философия как высшая форма рациональной коммуникации // Взаимодействие таджикской и русской философии в новое и новейшее время : материалы Международного круглого стола, посвященного 310-летию со дня рождения М. В. Ломоносова и Дню философии (Душанбе, 12 ноября 2021 г.) / под общей редакцией Р. Г. Ганиева; ответственный редактор А. М. Диноршох. – Душанбе, 2021. – С. 46-50.
   57.  Философия сознания в контексте аналитической парадигмы // Вестник Дагестанского государственного университета. Серия 3. Общественные науки. – 2021. – Т.36, Вып. 3. – С. 82-89.
58.    Философское образование: российские проблемы, поиски и ожидания // Преподавание современной философии: методология, теория и практика : монография / научные редакторы: Али Абасов, Абульгасан Аббасов, Нигина Шермухамедова; НАНА, Институт философии и социологии, Отдел Проблемы современной философии. – Баку, 2021.– С. 499-514.
  59.    Ценностная интеграция и формирование национальной идентичности северокавказских народов // Кавказские чтения памяти профессора В. В. Черноуса (Ростов-на-Дону, 15 февраля 2021 г.) : сборник научных статей / ответственный редактор И. П. Добаев; Фонд науки и образования. – Ростов-на-Дону, 2021. – С. 84-91.
60.  Ибн Сина как методолог теологии // Ислам и исламоведение в современной России: сборник докладов III Всероссийского исламоведческого форума (Махачкала, 22-24 сентября 2022 г.) / редакторы: М. Я. Яхьяев, Д. А. Гусенова. – Махачкала, 2022. – С. 54-60.
61.  Роль Ю. А. Жданова в развитии дагестанской науки и философии // Научная мысль Кавказа. – 2022. – № 4.– С. 181-186.
62.    Философские и теоретические проблемы соотношения прав человека и прав народов // Вестник Дагестанского государственного университета. Серия 3. Общественные науки. – 2022. – Т.37, Вып. 1. – С. 47-52.
63.    Цивилизационные ремарки на полях юбилейной статьи // Вестник Российского философского общества. – 2022. – № 1-2 (99-100). – С. 153-163.
64. Познавательная  культура: субъектные уровни, операционные  механизмы  и творческие продукты  // Гуманитарий Юга  России.  – 2023. – Т. 12. – No 4 (62).  – С. 82–93.DOI 10.18522/2227-8656.2023.4.4
65. Познавательная культура и представления об истине // Вопросы философии. 2023. № 9. С. 45–49. SCOPUS 30
66. От онтологии мироздания к методологии философской атропологии «Вестник Российского философского общества» 2023. Вып. 3-4 (105-106). – 33-39с
67. Прогнозы о структуре и новой миссии университетского философского образования «Вестник Российского философского общества» 2023. Вып. 3-4 (105-106). – 217-224с
на других языках
1.  Socio-cultural conditionality of knowledge as specifics of cognitive culture// XXIII World Congress of Philosophy. Philosophy as Inquiry and Way of Life.Abstracts. Athens 04 August 2013. P. 71-72;
2. ON THE PROSPECTS FOR SHAPING CIVIL NATION IN DAGHESTAN // CENTRAL ASIA AND THE CAUCASUS. CA&Press СС, SWEDEN. Volume 13, Issue 2, 2012. P.54-63;
3. Ethnic Specification of Truth Interpretation // DIALOGUE AND UNIVERSALISM JOURNAL OF THE INTERNATIONAL SOCIETY FOR UNIVERSAL DIALOGUE Vol. XXIV No. 3/2014. P.116-121;
4. Ethno-Cultural and Religious Grounds for Cognition and Education // Proceedings of the 2016 International Conference on Arts, Design and Contemporary Education. ISSN — part of the series ASSEHR, ISSN 23525398, volume 64. ISBN 978-94-6252-211-4. Moscow, 2016. P. 1159—1163;
5. Traditions and Tendencies of the Dagestan Education // Open Journal of Social Sciences. 2015. 3. 165—173.
6. Ethno-Cultural and Religious Grounds for Cognition and Education //Proceedings of the 2016 International Conference on Arts, Design and Contemporary Education. ISSN - part of the series ASSEHR, ISSN 23525398, volume 64. ISBN 978-94-6252-211-4. Moscow, 2016. P. 1159-1163;
7. Ontological And Epistemological Discords Roots In Islam// The European Proceedings of Social &Behavioural Sciences EpSBS Conference: SCTCGM 2018 - Social and Cultural Trans-formations in the Context of Modern Globalism. Conference Chair(s): Bataev Dena Karim-Sultanovich - Doctor of Engineering Sciences, professor, director of the Complex Scientific Research Institute n. a. H.I. Ibragimov of the Russian Academy of Sciences 2019. P.430-436

### Энциклопедии и словари
- Единое образовательное пространство // Глобалистика. Энциклопедия. М., 2003, с. 326—327;
- Познавательная культура // Глобалистика. Международный междисциплинарный энциклопедический словарь. Москва-Санкт-Петербург-Нью-Йорк, 2006. С.691;
- Culture, Cognitive // Global Studies. Encyclopedic Dictionary. / Edited by A.N. Chumakov, I.I. Mazour, W.C. Gay — Amsterdam-New York: Rodopi, 2014. — P. 111—112;

### Научная редакци
- О связи процессов формирования интернационалистических и атеистических убеждений // Особенности мировоззренческого воспитания иностранных учащихся во внеучебное время / отв. ред. М. И.  Билалов. Махачкала, 1988. С.79-94
- «Проблемы формирования и развития системы повышения квалификации и переподготовки кадров в современных условиях». Тезисы докладов и рекомендации конференции. Махачкала, 27-28 апреля 1994 года печ. Составитель, ответственный редактор и автор введения. Махачкала, 1994
- Научно-методические проблемы организации самостоятельной работы студентов вузов. Тезисы докладов региональной научно-практической конференции (сборник) / отв. ред. М. И.  Билалов. Махачкала, 1996.
- Религиозное и этническое как детерминанты национального ума// Этноконфессиональные отношения как фактор общественной жизни народов Северного Кавказа. / Отв. ред. Билалов М. И. Махачкала, 2002.
- Региональное гражданское общество и его базовые ценности // Этнонациональные ценности в условиях глобализации. / отв. ред. М. И. Билалов  Махачкала, 2008.
- Философия истины на перекрестке познавательных культур // Что есть истина?: тезисы докладов Всероссийской научно-практической конференции (г. Махачкала, 6-7 сентября 2013 г.)/ под общ. Ред. Д-ра филос.н., проф. М. И. Билалова. — Махачкала: Издательство ДГУ, 2013. — 332 с. С.63-90
- Гражданское общество как цивилизационная перспектива Дагестана и Северного Кавказа Общее и особенное в формировании граждан-ского общества на Северном Кавказе: материалы Всероссийской науч-но-практической конференции (30 мая 2014 г.) / отв. ред. доктор фи-лос.н., проф. М. И. Билалов. — Махачкала: Издательство ДГУ. — 2014. — 180 с.
- Духовные интенции российского самосознания Проблемы российского самосознания: историческая память народа. Материалы 12-й Всероссийской конференции. Москва-Махачкала, апрель 2015 г. — М.; Махачкала: Дельта-пресс, 2015. — 352 с.
- Сборник трудов философов «Философы к 85-летнему юбилею ДГУ». — Махачкала: Издательство ДГУ, 2016. — 157 с.
- Всероссийская научная конференция. Философия и практика этнического многообразия и единства России / Под. ред. проф. М. И. Билалова. Махачкала: ООО РА"Маг". — 584 с.
- Национальное вещание: Опыт. Проблемы. Перспективы / Под ред. М. И. Билалова, И. С. Алипулатова. Махачкала: Издательский дом «Дагестан», 2017. — 160 с.
- Материалы Всероссийской научной конференции с международным участием «Дагестан в культуре и цивилизации. Филососфско-политологический прогноз» (28-29 сентября 2018 года, г.Махачкала) / под ред. М. И. Билалова. — Махачкала: Издательство ДГУ, 2018. — 135 с.
- Роль философии в национально–государственном строительстве и развитии Дагестана в эпоху глобализации // Дагестан в культуре и цивилизации. Философско-политологический прогноз : материалы Всероссийской научной конференции с международным участием (Махачкала, 28–29 сентября 2018 г.) / под редакцией  М. И. Билалова; Дагестанский государственный университет. – Махачкала, 2018. – С. 5–9.
- Глобализационные идеологообразующие ценности в системе противодействия проявлениям экстремизма // Мобилизация этнокультурного ресурса как важнейший фактор противодействия экстремизму и терроризму : сборник материалов II Международной научно-практической конференции (Грозный, 23-24 ноября 2018 г.) / М. Ш. Минцаев, В. Х. Акаев, М. И. Билалов и др.: под редакцией М. Ш. Минцаева. – Грозный, 2019. – С. 88-99.
- Российское философское общество Санкт-Петербургский государственный экономический университет Гуманитарный факультет Кафедра философии ДГУ Кафедра онтологии и теории познания XIV ежегодный теоретический семинар с международным участием по проблемам истины «Поиск истины и правда жизни в пространстве современной культуры» Санкт-Петербург 16-17 ноября 2021 г.
- Фонд отечественного образования. Заявка участника

Всероссийского конкурса на лучшую научную книгу 2021 года,
проводимого среди преподавателей высших учебных заведений и
научных сотрудников научно-исследовательских учреждений.
Билалова М.И. Философия смысла жизни в ценностных установках
современников. – Махачкала: ГАУ РД «Дагестанское книжное
издательство», 2021. – 232 с.Монография
- Всероссийская научная конференции с международным участием «Юг России в системе международного, научного, культурного и межконфессионального сотрудничества стран Черноморско-

Каспийского региона», посвященной памяти Ю.А. Жданова (XVI
ЖДАНОВСКИЕ ЧТЕНИЯ) (Ростов-на-Дону, Махачкала, Пятигорск, 10-11 ноября 2022 г.)
- Всероссийская Научно-Практическая конференция с Международным

Участием: Ценности Познавательных Культур в Концептуальных Идеологиях (14-17 сентября 2023 года, Махачкала)
- Российское философское общество Санкт-Петербургский

государственный экономический университет Гуманитарный факультет Кафедра философии ДГУ Кафедра онтологии и теории познания XIV ежегодный теоретический семинар с международным участием по
проблемам истины //«Поиск истины и правда жизни в
пространстве современной культуры» Санкт-Петербург 14-15 ноября 2023 г.

## Публицистика
- Как искать „золотой стандарт“ //  «Новое дело», 13 февраля 1998
- Все мы немного эндемики» // Еженедельная газета научного сообщества «Поиск», 20 июля 2001,
- Интеллигенция: баловень судьбы или мученик мысли? // Дагестанская правда, 16 января 2002
- Философия лицом к глобальным проблемам // Дагестанская правда, 16 октября 2003
- Постмодернистская доктрина глобализирующегося мира // Дагестанская правда, 10 июля 2004
- Прежний курс на фоне цивилизационных перемен? // Дагестанская правда, 17 июля 2004
- Философия и будущее цивилизации // Дагестанская правда, 23 июня 2005
- Мы не готовы // Экономическая и философская газета, № 52, декабрь, 2005
- Поход в греки // Еженедельная газета научного сообщества «Поиск», 14 апреля 2006
- Мелочи крупным планом // Еженедельная газета научного сообщества «Поиск», 16 января 2009
- Почему исчезли аристократы духа // Дагестанская правда, 18 марта 2011
- Гражданское общество как составляющая национальной идеи // Дагестанская правда, 11 февраля 2012
- Эволюция дагестанского духа // Дагестанская правда, 23 ноября 2012
- Иначе — распад. Философы в поиске диалога мировоззрений // Еженедельная газета научного сообщества «Поиск», № 48, 2015
- «Дагестанский многонациональный народ» или «дагестанский народ» -Дагестанский ракурс, № 8, апрель 2016
- Диалог мировоззрений и идеологий-Дагестанская правда,№1, 10 января, 2017 г.
- Трагедия дагестанских немцев в биографии Катарины Трайбер- «Елдаш» «Времена»  07.04.2017 г.
- Народный интеллигент - Дагестанская правда, 15 марта, 2018
- Тюркский вклад в исламскую философию- «Елдаш» «Времена»  31.01.2020 г.
- Ценностные уроки пандемии- Дагестанская правда, 16 июня, 2020
- Необходим взвешенный подход - Дагестанская правда, 9 ноября, 2021г г.
- Бескорыстен ли патриотизм?- Дагестанская правда, 16 июня, 2021г г.
- Векторы познания- Дагестанская правда, 17 марта 2022 г.
- Векторы переустройства миропорядка- Ёлдаш, 14.07.2023.

Вкладыш «Спутник»
- Риторика перестройки- Дагестанская правда, 6 декабря 2023 г.

## Награды и звания
* Заслуженный деятель науки РД (1996 г.),
- Почетный работник высшего профессионального образования Российской Федерации (2001 г.).
- В 2002 г. избран академиком Российской Академии социальных наук,
- а в 2010 – академиком Российской Академии Естествознания. Профессор ЮНЕСКО.
- член экспертного совета Высшей аттестационной комиссии  при Министерстве образования и науки Российской Федерации по теологии.
- 2 благодарности Минобразования РФ.
- За  вклад в развитие отечественной философии пять раз (в 2005, 2006, 2011, 2013, 2015, 2016,2018,2020  г.г.) награждён Почетной грамотой Российского философского общества.
- Имеет ордена РАЕ «Трудом и знанием»,
- «За заслуги перед Республикой Дагестан».
- Обладатель диплома победителя Первого всероссийского конкурса научных и публицистических работ «Мы многонациональный народ» 4 ноября 2013 г.
- Обладатель диплома победителя конкурса на грант
- Президента РД за 2013 год.
- Благодарность Президента РФ
- Почетный знак «За укрепление межнационального мира и согласия» Министерства по национальной политике
- Благодарность ДГУ
- Почетная грамота Института философии НАН Беларуси
- Благодарственное письмо Общероссийского общественного движения «Народный фронт «За Россию»
- Академик Международной Гуманитарной Академии «Европа-Азия» 2023 г.
- Почетная грамота РД за особые заслуги перед республикой Дагестан и активную общественную деятельность. 2021г.
- Медаль Общественной палаты РД «За заслуги перед обществом» 2023г.
- Диплом I степени Всероссийский (с международным участием) конкурс «Россия: Новое Поколение и Знание» (к году педагога и наставника, Десятилетию науки и технологий) за работу «Философия смысла жизни в ценностных установках современников» 2023 г.
- Почетная грамота Народного собрания РД За значительный вклад в развитие образования, многолетний плодотворный труд, активную общественную деятельность и в связи с 75-летием со дня рождения.2023 г.
- Диплом Академика Международной Гуманитарной Академии «Европа-Азия» 2023 г.
- Награждён Международной Гуманитарной Академией «Европа-Азия» Золотой медалью «Роза Мира» в номинации «Золотое Руно Нации»2023г.
- Благодарственное письмо Правительства Чеченской Республики, за безупречную добросовестную работу, высокий профессионализм, проявленный при исполнении служебных обязанностей. 2023 г.
- Почетная грамота Кафедры Юнеско по компаративным исследованиям духовных традиций, специфике их культур и межрелигиозного диалога Санкт-Петербург-Москва, РФ в признании выдающихся успехов Билалова М.И. в деле налаживания и ведения межкультурного и межрелигиозного диалога в честь 75-летнего юбилея.2023 г.
- Почетная грамотаНационального университета Узбекистана имени Мирзо Улугбека за вклад в развитие мировой и отечественной науки и образования. 2023 г.